# Distretto di Bajantal
Il distretto di Bajantal è uno dei tre distretti (sum) in cui è suddivisa la provincia del Gov'-Sùmbėr, in Mongolia. Conta una popolazione di 1.084 abitanti (censimento 2014). 